# Antun III. Pejačević
Antun III. grof Pejačević (*Osijek, 4. rujna 1749.; †Virovitica, 25. rujna 1802.),     hrvatski plemić, državni dužnosnik, visoki vojni časnik habsburške carske vojske, gospodarstvenik i mecena, pripadnik ugledne i bogate slavonske obitelji Pejačević.

## Životopis

### Obitelj i školovanje
Antun Pejačević bio je najmlađi sin Josipa II. baruna Pejačevića (*1710.; †1787.) i njegove supruge Elizabete rođ. Peterson. Njegov djed Marko II. Pejačević (*1664.; †1727.), rođen u Čiprovcima, na tlu današnje Bugarske, zajedno je sa svojom braćom izbjegao pred turskim terorom nakon Čiprovačkog ustanka 1688. godine, te se naselio na području Slavonije, a 10. lipnja 1712. godine potvrđeno mu je barunstvo. 
Budući da je bio treći po redu s tim imenom u cijelom razgranatom rodu Pejačevića, neki povjesničari ga nazivaju Antun III. Pejačević. Prije njega to su ime, naime, nosili jedan brat i jedan bratić njegova oca Josipa. Drugi ga vode pod nazivom Antun I. Pejačević, jer je prvi tog imena koji je nosio grofovski naslov „Pejačević od Virovitice“. Punim imenom Antun Mihajlo Ignjat Nepomuk Viktorin Pejačević, taj je potomak starog hrvatskog roda čiji korijeni se, prema nekim izvorima, nalaze u 14. stoljeću, rođen u Osijeku 4. rujna 1749. godine. Neki izvori govore da je rođen 1750. godine. Imao je stariju braću Žigmunda (*1741.; †1806.) i Karla III. Ferdinanda (*1745.; †1815.), te sestru Josipu Elizabetu.
Odrastavši u Slavoniji, Antun je stekao visoko obrazovanje na Terezijanskoj akademiji u Beču, koju je završio 10. rujna 1771. Nešto kasnije, 22. srpnja 1772. godine, s ocem je od austrijske carice i hrvatsko-ugarske kraljice Marije Terezije dobio nasljednu grofovsku titulu. Dvije godine poslije oženio se u Varaždinu groficom Barbarom r. Drašković Trakošćanskom i u braku s njom imao četvero djece: Antuna IV. (*oko 1775.; †1838.), Stjepana (*iza 1775.; †1824.), Barbaru i Anu.

### Vojnička karijera
Vojnički život započeo je Antun vrlo rano, već s 18 godina, kao potporučnik u pukovniji Karla grofa Palffyja, gdje je brzo napredovao i već 1773. godine stekao čin bojnika. Iste godine prešao je u Gradišku graničarsku pukovniju.
Godine 1786. promaknut je u čin pukovnika i preuzeo je zapovjedništvo nad Prvom banatskom graničarskom pukovnijom. Čin generalbojnika dobio je 1793., a 1801. postao je podmaršal Habsburške carske vojske. Iste godine odlazi u mirovinu, ali nije dugo uživao u njoj, jer je uskoro umro.
Sudjelovao je u više ratova i mnogo bitaka, među kojima u ratu za bavarsko naslijeđe (1778-1779.), Habsburško-turskom ratu (1788-1791.) i ratu protiv Francuske i njezine revolucionarne vojske u posljednjem desetljeću 18. stoljeća. Za vojne zasluge odlikovan je 1789. godine Viteškim križem reda Marije Terezije, nakon što se osobito istaknuo u bitkama protiv Turaka na bosanskoj granici (kod Dubice, Novog, Cetingrada i dr.). Sudjelovao je u operaciji oslobođenja Cetingrada i okolnog područja od turske okupacije koja je provedena u proljeće i ljeto 1790. godine.
Dobivenim odlikovanjem reda Marije Terezije ušao je u red cijelog niza hrvatskih plemića koji su, službujući u to vrijeme u Habsburškoj carskoj vojsci, dobili to odličje, a neki od njih bili i nositelji generalskih činova i obnašali najviše zapovjedne dužnosti. To su, od poznatijih, bili Franjo Jelačić (*1746; †1810.), Josip Kazimir Drašković (*1716; †1765.), Daniel Peharnik-Hotković (*1745; †1794.), Matija Rukavina (*1737; †1817.), Dubrovčani Jero Bratoljubić (*1716; †1779.) i Bernard-Brno Kabužić-Crijević (*1785, †1855.), te drugi.        

### Začetnik virovitičkog ogranka obitelji
Nakon smrti oca 1787. godine, Antun Pejačević je, zajedno s braćom, naslijedio njegova mnogobrojna imanja, među kojima jedan dio velikog virovitičkog vlastelinstva. Smatra ga se začetnikom virovitičkog ogranka obitelji, dok su njegova braća utemeljitelji našičkog (Karlo III. Ferdinand), odnosno rumsko-retfalačko ogranka (Žigmund).
Osim Virovitice, bio je vlasnik posjeda na području Našica, Kerestinca, Varaždina, te Zagreba (zgrada današnjeg Prirodoslovnog muzeja u Demetrovoj ulici, nekretnina u Ilici i Frankopanskoj ulici, te zemljište na Tuškancu). Kao član zagrebačkog streljačkog društva dao je oko 1800. godine na svom zemljištu na Tuškancu podići streljanu. Na mnogim svojim posjedima unaprijedio je gospodarstvo, otvarajući proizvodne pogone, od kojih su poznatiji bili njegove pilane i staklane.

### Posljednje godine života i smrt
Od 21. svibnja 1798. godine obnašao je Antun dužnost Velikog župana Požeške županije. Godine 1800., pred kraj života, započeo je s radovima na izgradnji novog reprezentativnog dvorca u središtu grada Virovitice, koji je građen do 1804. godine. Dvorac su završili njegovi sinovi Antun (IV.) i Stjepan.
Nakon što je 1801. kao podmaršal Habsburške carske vojske umirovljen, umro je sljedeće godine na svom matičnom posjedu u Virovitici 25. rujna 1802. u dobi od 53 godine.  

## Nasljeđe
Doprinjevši njenom ugledu i bogatstvu, Antun Pejačević bio je istaknuti predstavnik svoje grofovske obitelji. Naslijedili su ga njegovi sinovi Antun i Stjepan, koji su, međutim, vodili svoje gospodarstvo s manjom uspješnošću, pa su s vremenom zapali u dugove, da bi na kraju njihova djeca bila primorana 1841. godine prodati virovitičko imanje. Kako taj sljedeći naraštaj virovitičkog ogranka Pejačevića nije imao muškog potomstva, izumro je u drugoj polovici 19. stoljeća.

## Vanjske poveznice
- Antun Pejačević – gospodarstvenik i darovatelj
- Antun Pejačević gradi novi dvorac u Virovitici  Arhivirana inačica izvorne stranice od 25. travnja 2008. (Wayback Machine)
- [neaktivna poveznica]
- Slika Antunova oca Josipa (II.) Pejačevića (1710-1787.)  Arhivirana inačica izvorne stranice od 5. ožujka 2016. (Wayback Machine)
- Slika Antunova unuka Antuna (V.) Pejačevića (1810-1862.), koji je prodao virovitičko vlastelinstvo  Arhivirana inačica izvorne stranice od 5. ožujka 2016. (Wayback Machine)